# Enosis Neon THOI Lakatamia
Enosis Neon THOI Lakatamia ist ein zyprischer Fußballverein aus Lakatamia.

## Geschichte
Enosis Neon THOI Lakatamia wurde 1926 gegründet, der Klub spielte lange Zeit im unterklassigen zyprischen Ligafußball. 1995 stieg die Mannschaft in die Third Division auf, aus der die Mannschaft 1998 wieder abstieg. Nach dem direkten Wiederaufstieg schaffte sie den Durchmarsch in die Second Division.
Als Tabellendritter hinter APOP Kinyras Peyias und APEP Pitsilia stieg Enosis Neon THOI Lakatamia 2005 in die First Division auf. Die Spielzeit 2005/06 beendete der Klub nach nur einem Saisonsieg auf dem letzten Platz und stieg direkt wieder ab. Nachdem er zweimal als Vierter den Wiederaufstieg verpasst hatte, rutschte die Mannschaft in der Folge ab. 2009 verpasste sie den Klassenerhalt und rutschte anschließend in die Viertklassigkeit ab. 2013 gelang der Wiederaufstieg, zwei Jahre später kehrte der Klub als Drittligameister vor ASIL Lysi in die Second Division zurück. Nach dem Wiederabstieg 2019 wechselte die als Fahrstuhlmannschaft zwischen zweitem und drittem Spielniveau.